# Kite (Georgia)
Kite es una ciudad ubicada en el condado de Johnson Georgia, Estados Unidos. Según el censo de 2020, tiene una población de 160 habitantes.

## Demografía
En el 2000 la renta per cápita promedia del hogar era de $21,563, y el ingreso promedio para una familia era de $28,750. El ingreso per cápita para la localidad era de $16,261. Los hombres tenían un ingreso per cápita de $23,438 contra $16,875 para las mujeres.
Según la estimación 2015-2019 de la Oficina del Censo, el ingreso promedio de los hogares (en inglés, households) es de $42,500 y el ingreso promedio de las familias es de $47,500.

## Geografía
La localidad está ubicada en las coordenadas 32°41′29″N 82°30′44″O / 32.69139, -82.51222 (32.691524, -82.512435).
Según la Oficina del Censo, tiene un área total de 2.10 km², de la cual 2.09 km² es tierra y 0.01 km² es agua.